# Jimmy Blandón
Jimmy Roberto Blandón (Esmeraldas, 20 november 1969) is een voormalig profvoetballer uit Ecuador, die zijn loopbaan in 2007 beëindigde bij 5 de Agosto. Hij speelde als middenvelder, en kwam onder meer uit voor Deportivo Cuenca, Millonarios, Club Blooming en Barcelona SC.

## Interlandcarrière
Blandón speelde in totaal dertig interlands voor Ecuador. Onder leiding van de Colombiaanse bondscoach Francisco Maturana maakte hij zijn debuut op 5 februari 1997 in de vriendschappelijke wedstrijd in Mexico-Stad tegen Mexico (3-1), net als doelman Oswaldo Ibarra en middenvelder Simón Ruiz. Blandón nam met zijn vaderland deel aan de strijd om de Copa América 1999 in Paraguay.

## Erelijst
Blooming
- Liga Boliviano

1999
 Deportivo Cuenca
- Campeonato Ecuatoriano

2004